# Henry Sepers
Henry Sepers (Den Haag, 1955) is een Nederlandse schrijver en dichter. Zijn laatste dichtbundel is Stofloze afdruk (2021) en zijn laatste roman De stiefvader. Hij maakt ook poëziefilms en interviewt dichters voor Schrijven Magazine. 

## Biografie
Sepers is geboren in Den Haag en groeide op in Hoofddorp en Culemborg. Hij debuteerde in 1993 met de roman Het feest van de mollen bij uitgeverij De Arbeiderspers. Zijn eerste dichtbundel was Baaierd en verscheen in 2009. Sepers schrijft interviews met dichters voor Schrijven Magazine en werkte eerder als leraar Nederlands, het laatst op het Vossius Gymnasium in Amsterdam. Hij publiceerde in o.a. De Gids, Maatstaf, Hollands Maandblad en de Poëziekrant. Zijn dichtbundel Spreekt de troubadour werd genomineerd voor de J.C. Bloem-poëzieprijs 2013. Sepers fotografeert ook en maakt poëziefilms. Enkele films zijn vertoond op het Nederlands Poëziefilm Festival. 

## Werken
- Het feest van de mollen (roman, 1993)
- De kunstenaars (roman, 1994)
- Bedachte stad (roman, 1997)
- Superlive (roman, 2001)
- De zondaars (roman,2005)
- Baaierd (gedichten, 2009)
- Spreekt de troubadour (gedichten, 2012)
- Je zadelt een vlinder (gedichten, 2015)
- De aanwezigheid van Lara (roman, 2018)
- Stofloze afdruk (gedichten, 2021)
- De stiefvader (roman, 2023)

## Links
Website
DBNL pagina
Henry Sepers poëziefilms en fotografie
Recensie Volkskrant van De stiefvader
- Digitale Bibliotheek voor de Nederlandse Letteren: sepe001
- Gemeinsame Normdatei: 173158668
- International Standard Name Identifier: 0000 0000 3206 478X
- Library of Congress Control Number: n94003462
- Nederlandse Thesaurus van Auteursnamen: 111001056
- Virtual International Authority File: 73078295